# Georges Speicher
Georges Speicher (París, 8 de juny de 1907 - Maisons-Laffitte, 24 de gener de 1978) fou un ciclista francès que fou professional entre 1930 i 1943.
Després d'haver estat repartidor en bicicleta als 18 anys va signar pel Bici-Club de Levallois-Perret. Era anomenat El Dandi o el príncep de Montlhéry, ja que és a l'autòdrom de Linas-Montlhéry on va guanyar tres campionats de França en carretera i el seu Campionat del Món.
Va guanyar el Tour de França de 1933 amb l'equip francès més prestigiós de tots els temps, format per André Leducq, Antonin Magne, Charles Pélissier, Roger Lapébie, Maurice Archambaud, René Le Grevès i Léon Le Calvez. Per primera vegada un mateix corredor guanya el Tour de França i el Campionat del món de ciclisme el mateix any.

## Palmarès
- 1931
  - 1r del Critèrium dels Aiglons
  - 1r a la París-Arràs
- 1932
  - 1r al G.P.Grillon de Foyer a Nantes
- 1933
  -  Campió del Món en ruta
  -  1r al Tour de França i vencedor de tres etapes
  - 1r del Tour de Vaucluse
  - Vencedor d'una etapa a la París-Niça
- 1934
  - Vencedor de 5 etapes al Tour de França
- 1935
  -  Campió de França en ruta
  - 1r de la París-Angers
  - 1r de la París-Rennes
  - Vencedor d'una etapa al Tour de França
  - Vencedor d'una etapa a la París-Niça
- 1936
  - 1r de la París-Roubaix
  - 1r al Gran Premi de l'Écho d'Alger
- 1937
  -  Campió de França en ruta
- 1939
  -  Campió de França en ruta
  - Vencedor d'una etapa del Tour de Sud-oest
  - Vencedor d'una etapa del Circuit de l'Oest

### Resultats al Tour de França
- 1932. 10è de la classificació general
- 1933.  1r de la classificació general. Vencedor de 3 etapes
- 1934. 11è de la classificació general. Vencedor de 5 etapes
- 1935. 6è de la classificació general. Vencedor d'una etapa
- 1936. Abandona (7a etapa)
- 1937. Abandona (7a etapa)
- 1938. Abandona (8a etapa)